# Fruehauf France
Fruehauf, anciennement Fruehauf France, est, depuis 2015, la filiale française du groupe Wielton, un groupe industriel privé polonais ayant son siège social à Wieluń, actuellement le principal constructeur de remorques et semi-remorques polonais et figure parmi les leaders européens du secteur. En 2015, le groupe Wielton a acquis plus de 65 % du capital de Fruehauf France et devient le troisième plus important constructeur en Europe.

## Historique
Au lendemain de la libération du pays, Raoul Massardy se lance dans la vente des surplus américains de semi-remorques Fruehauf à Toulouse. Sa petite entreprise est florissante mais le stock de véhicules s'épuise rapidement. L'année suivante, il persuade alors Roy Fruehauf, patron du constructeur américain Fruehauf Trailer Company de Détroit, de créer la société Fruehauf France à Paris, pour importer directement des États-Unis des remorques et semi-remorques Fruehauf à assembler en France, à Colombes, dans les locaux de l'Atelier Aéronautique. Pour échapper aux taxes douanières qui dépassent les 100 % de la valeur des produits finis importés, les remorques et semi-remorques sont acheminés en CKD, les taxes sur les pièces détachées étant beaucoup plus faibles. En 1949, l'activité est relocalisée à Toulouse avec la création d'un bureau d'études où des techniciens sont chargés d'adapter les produits américains importés aux normes françaises et permettre leur homologation.
En 1952, un atelier d'assemblage est construit à Viry-Châtillon et en 1956, la production atteint 90 véhicules par mois et couvre 30 % du marché national. (Note : à l'époque, l'exportation n'existait pas… les taxes douanières imposaient l'achat de produits nationaux). En 1958, une nouvelle usine est construite à Auxerre qui viendra remplacer celle de Viry-Châtillon en 1961. En 1962, le siège social est à nouveau déplacé, il est alors installé à Ris-Orangis.
En 1968, la société se lance dans la production de conteneurs maritimes. En 1972, Fruehauf SA rachète la société FAR, petit constructeur de semi-remorques à Bourges. Les effectifs s'élèvent à 2 000 salariés et la production atteint 700 véhicules plus 800 conteneurs par mois. En 1974, le constructeur français de remorques et semi-remorques Titan Coder fait faillite. Fruehauf France reprend son usine de Maubeuge pour y produire des conteneurs en acier.
En 1982, création de la société Benalu avec la participation de Alusuisse France à hauteur de 20 %. À la suite de l'ouverture des marchés, la concurrence sur les conteneurs acier écarte du marché les fabrications Fruehauf qui doit reconvertir son usine de Maubeuge avant de céder l'usine à SFC — Société Française du Conteneur — en 1985.
En 1987, regroupement de toutes les filiales européennes de Fruehauf Inc. :
- Fruehauf France ;
- Crane Fruehauf (GB) ;
- Ackerman Fruehauf (D) ;
- Netam Fruehauf (NL) ;
- et les entreprises travaillant sous licence : Fruehauf Espagne et Istanbul Fruehauf.

La même année, Fruehauf France rachète la participation de 20 % détenue par Alusuisse dans Benalu. En 1987, la holding SESR — Société Européenne de Semi-Remorques — est créée ; elle regroupe toutes les filiales européennes de Fruehauf, Benalu et Trailor mais chaque marque conserve sa propre identité et sa gamme de produits. Les difficultés financières de la maison mère américaine entraine ses filiales européennes dans la crise et sont revendues en 1988 à SESR. Le groupe Fruehauf Trailer Corporation est déclaré en faillite le 7 octobre 1996 par un tribunal américain.
En 1997, la société SESR est reprise par un fonds de pension américain, Littlejohn, et intégrée dans la société britannique Trailer Co. qui est renommée « Trailer Ltd » en 1998 alors que la SESR est renommée « General Trailers France » après la fusion des filiales françaises en 1999.
En 2001, Apax Partners rachète le groupe General Trailers sous forme de LBO sous l'égide de la Royal Bank Of Scotland. La crise du secteur des transports et le brusque retournement des marchés européens a eu pour conséquence une baisse importante du chiffre d’affaires. Les marges dégagées par la société ne permettant plus de faire face à la dette d’acquisition, en 2002, la Bank of Scotland reprend le contrôle complet de GT et entame le démantèlement du Groupe. En novembre 2003, le groupe General Trailers dépose le bilan et est liquidé en mars 2004.
En 2003, General Trailers dépose son bilan et les sociétés Fruehauf France et Benalu sont rachetées par le Groupe Caravelle l'année suivante. Le groupement Benalu-Marrel est cédé à la holding Arcole Industries en 2009.
En 2015, le groupe polonais Wielton rachète plus de 65 % du capital. Fruehauf France devient une filiale du groupe polonais, tout comme les constructeurs italiens de la Compagnia Italiana Rimorchi, l'allemand Langendorf et le britannique Lawrence David.